# Femke Kooijman
Femke Kooijman (8 maart 1978) is een voormalig hockeyinternational. Zij speelde in de periode 2002-2004 in totaal 42 interlands (1 doelpunt) voor het Nederlands dameshockeyteam.
Kooijman behaalde in 2002 met Oranje de zilveren medaille op het Wereldkampioenschap Hockey te Perth (Australië), als middenveldster in de spits geposteerd. Ze won in 2003 de Europese titel te Barcelona (Spanje), waar op 4 september 2003 in de wedstrijd tegen Azerbeidzjan haar velddoelpunt te noteren was. Voorts nam zij deel aan de bronzen Champions Trophy toernooien van Macau 2002 (China) en Sydney 2003 (Australië). In de aanloop naar de Olympische Spelen van Athene 2004 moest zij afhaken wegens een rugblessure, die haar ten slotte vervroegd afscheid deed nemen van tophockey.
Kooijman kwam in de Hoofdklasse uit voor HGC, HC Klein Zwitserland en Pinoké. Eerder speelde zij voor LHC Roomburg. Thans is zij actief als manager van Nederlands Elftal Dames bij de KNHB.